# Touët-de-l'Escarène
 Touët-de-l'Escarène  es una población y comuna francesa, en la región de Provenza-Alpes-Costa Azul, departamento de Alpes Marítimos, en el distrito de Niza y cantón de L'Escarène.

## Demografía
| 215 | 173 | 137 | 173 | 212 | 242 |
| Para los censos de 1962 a 1999 la población legal corresponde a la población sin duplicidades (Fuente: INSEE [Consultar]) |     |     |     |     |     |